# Clothes Make the Pirate
Clothes Make the Pirate è un film muto del 1925 diretto da Maurice Tourneur. La sceneggiatura si basa sull'omonimo romanzo di Holman Francis Day pubblicato a New York nel 1925.
Gli effetti fotografici furono affidati a Byron Haskin che, fino a quel momento, aveva lavorato come operatore e che iniziò, con questo film, una carriera che lo avrebbe portato a diventare uno dei nomi più famosi tra gli esperti di effetti speciali.

## Trama
A Boston, nel 1750, Tremble-at-Evil Tidd è un sarto timido e bistrattato dalla moglie. A causa della sua timidezza, viene preso in giro da tutti i suoi vicini di casa. Lui, sognando il riscatto da quella situazione, una notte si veste da pirata spagnolo, spaventando moglie e vicini. Poi si nasconde in un'imbarcazione dove viene trovato da alcuni bucanieri che lo scambiano per Dixie Bull, un famoso pirata. Tidd prende il comando della nave su cui si sono imbarcati anche Scute e altri vicini di casa in cerca di fortuna ma, a causa del suo travestimento, nessuno lo riconosce. Il sarto/pirata conduce alla vittoria i suoi attaccando una fregata britannica. Poi, in una piccola città cattura il vero Dixie Bull, diventando così un eroe agli occhi della moglie e di tutta la città di Boston.

## Produzione
Il film fu prodotto dalla Sam E. Rork Productions. Venne girato a New York.

## Distribuzione
Il copyright del film, richiesto dalla First National Pictures, Inc., fu registrato il 23 novembre 1925 con il numero LP22025.
Distribuito dalla First National Pictures, il film uscì nelle sale cinematografiche statunitensi presentato in prima a New York il 29 novembre 1925.
Non si conoscono copie ancora esistenti della pellicola che viene considerata presumibilmente perduta.